# Chiché (Guatemala)
Chiché é uma cidade da Guatemala do departamento de El Quiché.